# Попово (Ґраєвський повіт)
Попово (пол. Popowo) — село в Польщі, у гміні Граєво Ґраєвського повіту Підляського воєводства.
Населення — 353 особи (2011).
У 1975-1998 роках село належало до Ломжинського воєводства.

## Демографія
Демографічна структура станом на 31 березня 2011 року:
|          | Загалом | Допрацездатний вік | Працездатний вік | Постпрацездатний вік |
| -------- | ------- | ------------------ | ---------------- | -------------------- |
| Чоловіки | 177     | 48                 | 120              | 9                    |
| Жінки    | 176     | 45                 | 108              | 23                   |
| Разом    | 353     | 93                 | 228              | 32                   |